# 谷福太
谷 福太（たに ふくた、1907年 - 1987年）は、大阪出身の洋画家である。新世紀美術協会委員。
1907年、大阪に生まれる。1927年、赤松麟作洋画研究所に入る。1943年、天賞堂画廊（梅田画廊の前身）で初個展。1956年、新世紀美術協会創立に参加後、会員となる。
1962年、第7回 新世紀展会員特賞 大阪市賞。1964年、第9回 新世紀展黒田夫人賞。1969年、安井賞出品。1974年、大阪三越で個展開催。
1987年逝去。第12回安井賞展「或る時」出品、大阪府文化芸術賞、黒田賞、黒田婦人賞。1987年美術年鑑にて、物故作家評価額13万5千／号である。主な作品「春」「舞」「アトリエにて」「舞妓」。